# El gallo de oro (novela)
El gallo de oro es una novela corta del escritor mexicano Juan Rulfo, escrita entre 1956 y 1958 pero publicada por primera vez en 1980. Cuenta la historia del apasionado amor entre el gallero Dionisio Pinzón y Bernarda Cutiño (La Caponera), una cantante de palenques (ferias) mientras vagan de feria en feria por el centro del país.
Su primera edición adolece de errores, que fueron corregidos en la edición del 2010.
El propio autor a veces la consideraba un cuento por lo cual es calificada como tal en algunas reseñas.

## Argumento
Dionisio Pinzón, pregonero del pueblo de San Miguel del Milagro, tullido de un brazo, vive en la pobreza junto con su madre. En una ocasión en la que trabaja como "gritón" en el palenque, anuncia cómo un fino gallo dorado pierde su pelea por accidente contra un gallo cobarde. Cuando el dueño del gallo perdedor decide matarlo, Dionisio le pide que no lo mate pues cree que se recuperará. El dueño del gallo decide en cambio regalárselo a Dionisio, quien al llegar a su casa lo entierra en un pozo, dejándole solo la cabeza por fuera.
Dionisio se esfuerza por revivir al gallo, al que en adelante llamará "Ala Tuerta," pero cuando logra que se recupere la madre de Dionisio muere, como si hubiera cambiado la vida de uno por la de la otra. Como no tiene dinero para el entierro, o siquiera para el ataúd, Dionisio tiene que enterrar a su madre envuelta en un petate y dentro de un pobre cajón hecho con los tablones podridos de la puerta, cargándola en los hombros por el pueblo hasta el cementerio. Pensando que lleva a enterrar un animal, la gente del pueblo se burla de Dionisio, y éste decide irse del pueblo con su gallo dorado. El gallo, recuperado y en todo su esplendor, se convierte en el gallo de oro, pues permite a Dionisio salir de la pobreza al ganar en las diferentes galleras en que se presenta en las ferias y palenques pueblerinos. 
Así conoce a Lorenzo Benavides, el gallero más importante de la región, a quien se enfrenta, saliendo finalmente perdedor y con la muerte de su gallo de oro. Dionisio termina asociándose con Lorenzo Benavides, que tiene como amante a Bernarda Cutiño, una cantante apodada “La Caponera”, quien se vuelve una especie de talismán de la suerte para Dionisio, pues con su presencia gana en los juegos de cartas y en las apuestas. Consiguiendo dejar atrás la pobreza, Dionisio y la Caponera se casan, y tienen una hija que llaman la Pinzona.

## Personajes
- Dionisio Pinzón, pregonero que sale de la pobreza, gracias al gallo dorado, convertido en gallero y tahúr.
- Bernarda Cutiño, apodada La Caponera, cantante de feria que se convierte en la esposa de Dionisio y es su talismán de la suerte.
- Lorenzo Benavides, gallero importante en la región y amante de la caponera cuando Dionisio la conoce.
- Bernarda Pinzón, hija de Dionisio y de la Caponera, le dicen la Pinzona.
- Secundino Colmenero, gallero amigo de Dionisio.

## Traducciones
Ha sido traducida a varios idiomas como el alemán, italiano, francés y portugués.

## Adaptaciones
- Antes de su publicación, sirvió como base a Gabriel García Márquez y Carlos Fuentes para el guión de la película homónima mexicana dirigida por Roberto Gavaldón, estrenada en 1964.
- La productora colombiana RTI Televisión, realizó una serie de televisión homónima en 1981, siendo emitida por la Cadena Uno.[3]
- La historia fue adaptada nuevamente al cine mexicano en 1985, con el título de El imperio de la fortuna. Fue dirigida por Arturo Ripstein.
- RTI Televisión hizo en el 2000 otra versión colombiana titulada La Caponera, esta vez en formato de telenovela para Caracol Televisión.
- Las productoras mexicanas W Studios y TelevisaUnivision, realizaron en 2023 una serie de televisión homónima, para la plataforma de streaming Vix.